# La Fille du samouraï
Pour plus de détails, voir Fiche technique et Distribution.
La Fille du samouraï (en allemand : Die Tochter des Samurai, en japonais Atarashiki tsuchi (新しき土), est un film dramatique germano-japonais sorti en 1937 et réalisé par Arnold Fanck et Mansaku Itami. Le titre japonais signifie « Terre nouvelle ».

## Liminaire
Le film est la première des deux coproductions entre le Japon et l'Allemagne nazie (la seconde étant Kokumin no chikai de Hiromasa Nomura en 1938). Fanck, qui était célèbre pour ses films de montagne, a sans doute été choisi comme réalisateur en raison de ses liens avec le Parti nazi. Fanck et Itami se sont souvent affrontés pendant le tournage du film, il en a résulté deux versions distinctes du film.

## Synopsis
Teruo Yamato retourne au Japon après avoir passé six ans dans une école d'agronomie en Allemagne. Teruo est le fils adoptif d'une ancienne famille de samouraïs et est destiné à épouser Mitsuko, la fille aînée de la famille. Cependant, Teruo qui a goutté à l'individualisme occidental pendant son séjour en Europe refuse de se plier aux traditions. Iwao Yamato, son futur beau-père est consterné lorsque Teruo annonce qu'il a l'intention d'épouser Gerda Storm, la journaliste allemande rencontrée sur le bateau qui l'a ramené au Japon. Gerda cependant, une femme chaste et aryenne, s'oppose à cette relation métisse. Elle tente de convaincre Teruo de se plier à la tradition japonaise et de se réconcilier avec sa famille. 
Pendant ce temps, Mitsuko, se sentant déshonorée par le rejet de Teruo, tente de se suicider en se jetant dans un volcan. Elle est sauvée à la dernière seconde par Teruo, et le couple se retrouve romantiquement. Quelque temps plus tard, le jeune couple et leur bébé vivent désormais au Mandchoukouo, la « Nouvelle Terre », travaillant avec enthousiasme dans une ferme.

## Fiche technique

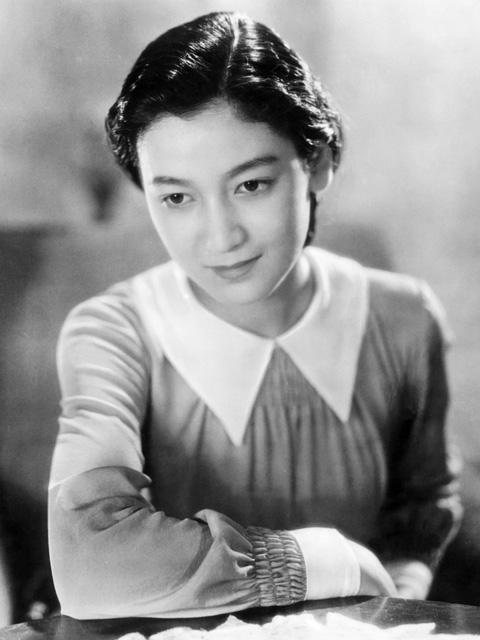
Une scène du film avec Setsuko Hara.

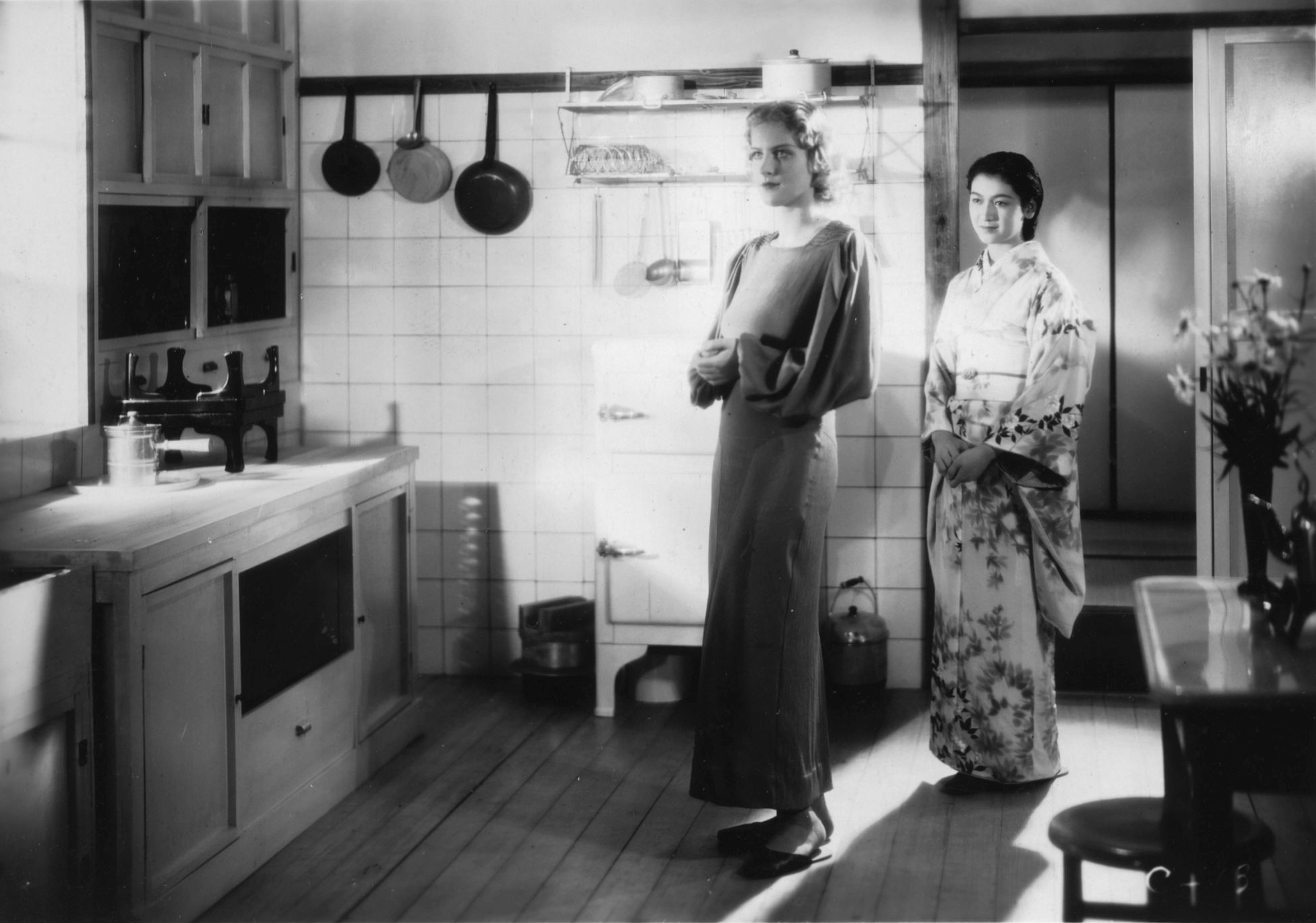
Une scène du film avec Ruth Eweler et Setsuko Hara.

- Titre français : La Fille du samouraï
- Titre original allemand : Die Tochter des Samurai
- Titre allemand alternatif : Die Liebe der Mitsu
- Titre original japonais : 新しき土 (Atarashiki tsuchi?)
- Réalisation : Arnold Fanck et Mansaku Itami
- Scénario : Arnold Fanck
- Photographie : Richard Angst, Walter Riml et Isamu Ueda
- Musique : Kōsaku Yamada
- Montage : Arnold Fanck et Alice Ludwig
- Producteurs : Yoshio Ōsawa (ja), Arnold Fanck et Nagamasa Kawakita
- Sociétés de production : J.O. (ja)[2], Dr. Arnold Fanck-Film, Towa Shōji
- Pays d'origine :  Reich allemand et  Empire du Japon
- Format : noir et blanc - 1,37:1 - Format 35 mm - son mono
- Genre : drame
- Durées :
  - 127 minutes pour la version allemande
  - 115 minutes pour la version japonaise[2]
- Dates de sortie :
  - Empire du Japon : 4 février 1937[2]
  - Troisième Reich : 23 mars 1937

## Distribution
- Setsuko Hara : Misuko Yamato
- Ruth Eweler : Gerda Storm
- Sessue Hayakawa : Iwao Yamato
- Isamu Kosugi : Teruo Yamato
- Eiji Takagi : Kosaku Kanda
- Haruyo Ichikawa : Hideko Kanda

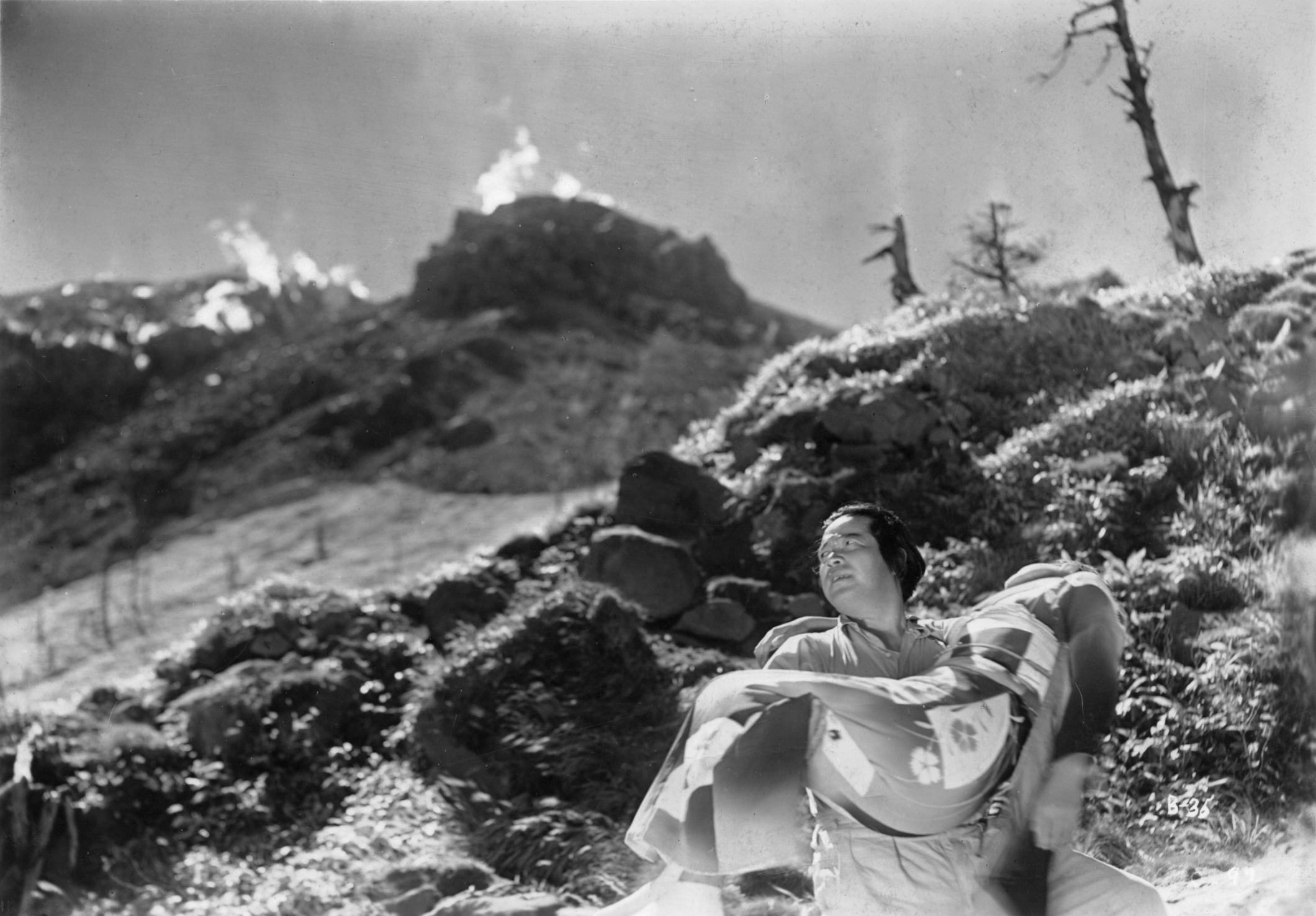
Scène du film avec Isamu Kosugi et Setsuko Hara.

- Yuriko Hanabusa : Oiku, la femme de chambre
- Kichiji Nakamura : Ikkan, le prêtre
- Max Hinder : le professeur allemand
- Misako Tokiwa : la mère de Teruo
- Kanae Murata : l'enfant

## Autour du film
Setsuko Hara accompagnée par son beau-frère Hisatora Kumagai et le producteur Nagamasa Kawakita partent en 1937 pour promouvoir le film aux côtés d'Arnold Fanck en Europe et aux États-Unis. Le voyage qui dure quatre mois les mènent du Mandchoukouo à Berlin et dans plusieurs villes allemandes, puis à Paris, New York, Los Angeles et Hollywood. En Allemagne, Setsuko Hara est accueillie comme une invitée officielle par Joseph Goebbels, le ministre de la Propagande,, épisode de grand malaise pour la jeune femme qui ne comprend pas très bien ce qu'on attend d'elle. Mais elle a aussi l’occasion de rencontrer partout où elle va des personnalités éminentes du cinéma, comme Jean Renoir à Paris, Josef von Sternberg et Marlene Dietrich, avec qui elle dîne à Hollywood,. Son retour est triomphal et la jeune comédienne est qualifiée par le magazine féminin Fujokai de « star mondiale » et de « premier espoir du cinéma japonais ».